# ハゴロモモ属
ハゴロモモ属（ハゴロモモぞく、学名: Cabomba）は、スイレン目ハゴロモモ科に分類される2属のうちの1つである（もう1つはジュンサイ属）。池沼の水中に生育する多年生の水草であり、細かく二叉分岐した葉を水中につける（図1a）。花は水上に咲き、花被片は白色、黄色、紫色など、3枚ずつ2輪につく（図1b）。約5種が含まれる。北米から南米の熱帯域から温帯域に分布しているが、ハゴロモモ（フサジュンサイ）は世界中に帰化しており、日本でも見られる。
しばしばアクアリウムで金魚や熱帯魚とともに栽培される。特にハゴロモモは金魚藻と総称される水草の1つであり、極めて広く利用されている。学名をそのまま読んでカボンバの名で流通していることも多い。

## 特徴

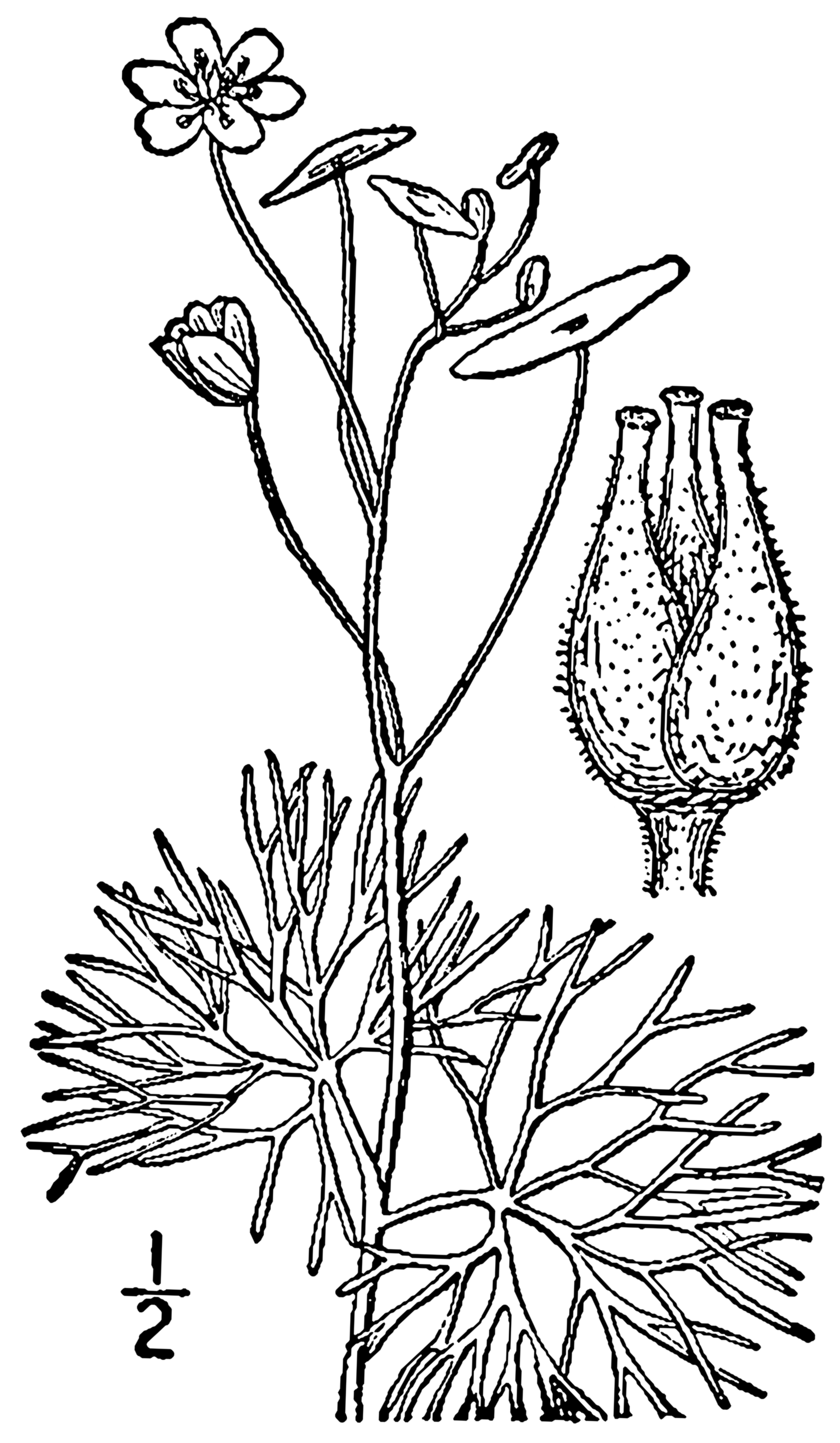
2. ハゴロモモ（右側は雌しべ）

ハゴロモモ属は、基本的に沈水性の水草であり、淡水の池沼や緩やかな河川、水路などに生育する。沈水葉（水中葉）は茎に対生または3輪生し、細かく二叉分岐している（図2, 3a）。浮水葉（水上葉）をつけることもあり（特に開花期）、浮水葉はふつう互生し、楕円形からやじり形、小型で全縁、葉柄は葉身裏面中央付近につく（楯状）（図1b, 2, 3b, c）。浮水葉の気孔は葉脈に平行。
花は放射相称、両性花であり、水上にでて開花する（図1b, 2, 3b, c）。花被片は白色、黄色、紫色などであり、3枚ずつ2輪に配置する（図3b, c）。内花被片の基部に1対の蜜腺が存在する。雄蕊（雄しべ）は3個が1輪、または3個ずつ2輪につく。花糸は細長く、葯は外向する。離生心皮であり雌蕊（雌しべ）はふつう3個が1輪につき、ときに基部でやや合着する（図2）。柱頭は頭状。胚珠は雌しべ1個あたり(1–)3(–5)個、子房背軸面と向軸面につく。果実は袋果状の非裂開果。基本染色体数は x = 13。

## 分布・生態
ハゴロモモ属の植物は、北米から南米の熱帯域から暖温帯域に自生しているが、ハゴロモモ（Cabomba caroliniana）は日本など東アジア、東南アジア、インド、オーストラリア、ヨーロッパなど世界各地に広く帰化している。多年生の沈水性水草であり、池沼や緩やかな河川、水路などに生育している。
花は雌性先熟であり、1日目は雌しべが受粉可能な雌性期であり、2日目に花粉を放出する雄性期となる。虫媒花であり、内花被片基部にある蜜腺から分泌される蜜が報酬となる。ハエ目やハチ目が主な送紛者となる例が知られている。また、植物体の分断や殖芽による栄養繁殖を行うことがある。

## 人間との関わり

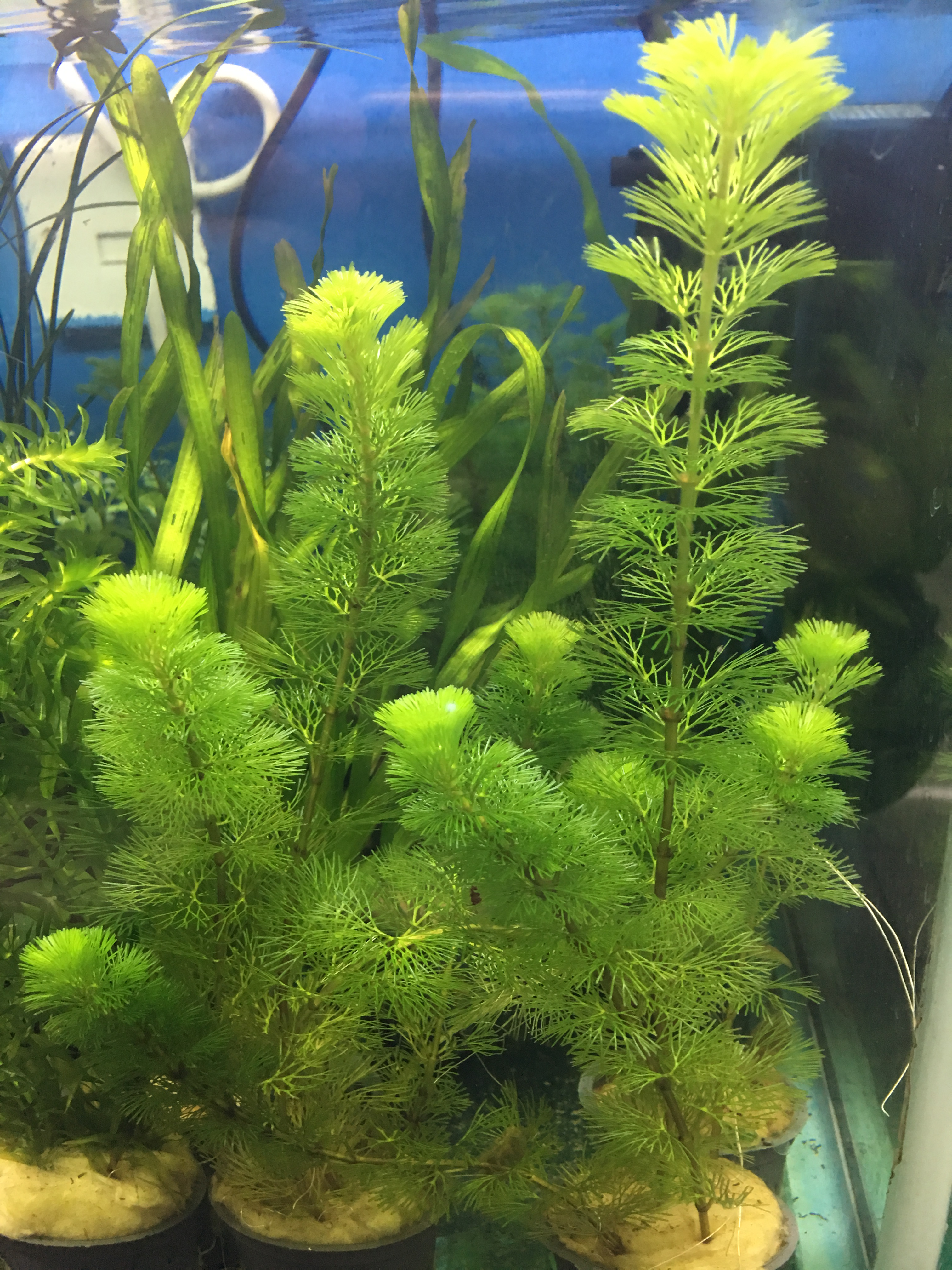
4. 水槽中の

ハゴロモモ属の植物は、マツモ（マツモ科）やフサモ（アリノトウグサ科）などとともに金魚藻（）と総称され、アクアリウムにおいて金魚や熱帯魚とともに栽培される（図4）。学名をそのまま読んで「カボンバ」の名で流通していることも多い。もっとも一般的な種であるハゴロモモ（グリーンカボンバ）が、カボンバとよばれることもある。
ハゴロモモ（グリーンカボンバ）は初心者向けといわれるが、水質は弱酸性が適しており、アルカリ性に傾くとバラバラになってしまうこともある。本種の栽培においては光量や二酸化炭素の添加は気にしなくて良いとされる。グリーンカボンバとくらべると、イエローカボンバやレッドカボンバは維持が難しいとされる。

## 分類
ハゴロモモ属には15種ほどが記載されているが、一般的にそのうち5種ほどが認められていることが多い（下表1）。葉の色や分岐程度などに基づいて分類されることがあるが、このような形質は環境条件による変異が大きい。そのため、種子の大きさや形、表面構造が特に重視される。
| 表1. ハゴロモモ属の分類の一例 - ハゴロモモ属 Cabomba Aubl. (1775) - "イエローカボンバ" Cabomba aquatica Aubl. (1775) シノニム: Cabomba aubletii Michx. (1803); Cabomba schwartzii Rataj (1977) 南米熱帯域に分布する。 - ハゴロモモ（フサジュンサイ、"グリーンカボンバ"）Cabomba caroliniana A. Gray (1837) シノニム: Cabomba australis Speg. (1880) 北米東南部と南米南部に自然分布し、北米西部、日本など東アジア、東南アジア、インド、オーストラリア、ヨーロッパなど世界各地に広く帰化している。 - "レッドカボンバ" Cabomba furcata Schult. & Schult. f. (1830) シノニム: Cabomba piauhyensis f. piauhyensis Gardner; Cabomba pubescens Ule (1915); Cabomba warmingii Casp. (1878) 南米熱帯域に分布する。 - Cabomba haynesii Wiersema (1989) シノニム: Cabomba piauhyensis f. albida Fassett 中央アメリカからブラジルにかけて分布する。 - Cabomba palaeformis Fassett (1953) メキシコから中央アメリカに分布する。 |